# 指番号
指番号（ゆびばんごう）とは、人間の指の種類を数字で表す表現。主に楽譜に記号として書かれ、演奏者の適切な運指（指づかい）を助けるものである。
指番号は数字で表すことができるので、楽譜のように記述スペースの限られている場合に有用である。また同様のスペース的な理由で、一般的な楽譜では指番号が振られるのは要所に限られている。ピアノ練習用の代表的な教則本であるバイエル教則本など、初心者向けの練習用の楽譜では全ての音符に指番号が振られているものもある。
音楽分野のほか、医学分野でも指番号は使われることがある。
指番号は一般的には手指の種類を示すのに使われる。しかしながら足指を指番号で示すこともある。

## 指番号の表現方法
ピアノ:
- 親指を1という。
- 人差し指を2という。
- 中指を3という。
- 薬指を4という。
- 小指を5という。

弦楽器:
- 親指を特殊記号という。　(チェロのハイポジションで使用)
- 人差し指を1という。
- 中指を2という。
- 薬指を3という。
- 小指を4という。

楽譜上では記述スペースが狭いため、記号的に指番号の数字だけ書かれる。
口語や文章にするときは、1の指などと書く。
医学分野では、第1指という。